# Лобак
Лобак (фр. Laubach) — коммуна на северо-востоке Франции в регионе Гранд-Эст (бывший Эльзас — Шампань — Арденны — Лотарингия), департамент Нижний Рейн, округ Агно-Висамбур, кантон Рейшсоффен.
Площадь коммуны — 1,69 км², население — 295 человек (2006) с тенденцией к росту: 311 человек (2013), плотность населения — 184,0 чел/км².

## Население
Население коммуны в 2011 году составляло 312 человек, в 2012 году — 312 человек, а в 2013-м — 311 человек.
| 1962 | 1968 | 1975 | 1982 | 1990 | 1999 | 2006 | 2008 | 2011 | 2012 | 2013 |
| ---- | ---- | ---- | ---- | ---- | ---- | ---- | ---- | ---- | ---- | ---- |
| 219  | 235  | 232  | 240  | 252  | 275  | 295  | 301  | 312  | 312  | 311  |

Динамика населения:

## Экономика
В 2010 году из 209 человек трудоспособного возраста (от 15 до 64 лет) 168 были экономически активными, 41 — неактивными (показатель активности 80,4 %, в 1999 году — 76,8 %). Из 168 активных трудоспособных жителей работали 168 человек (88 мужчин и 80 женщин), безработных зарегистрировано не было. Среди 41 трудоспособных неактивных граждан 9 были учениками либо студентами, 18 — пенсионерами, а ещё 14 — были неактивны в силу других причин.